# منکره
منکره (روسی: Мэнкэрэ) یک رودخانه در یاقوتستان کشور روسیه است.